# Олга Милосавлева
Олга Милосавлева (на македонска литературна норма: Олга Милосавлева) е видна северномакедонска балерина, педагожка и хореографка, една от първото поколение балерини в Народна република Македония.

## Биография
Родена е на 14 септември 1934 година в Скопие, тогава Кралство Югославия, днес Северна Македония. Завършва Балетното училище в Скопие, където е в класа на Георги Македонски и Нина Кирсанова. При сформирането на първата балетна трупа в Македонската опера и балет към Македонския народен театър в Скопие, чийто първи балетен солист е видният хореограф, преподавател и балетист Георги Македонски, Милосавлева е поканена за балерина в трупата. По това време и след това Олга Милосавлева е сред балерините, които играят огромна роля в зараждането и развитието на балета в Република Македония. Остава в Македонския народен театър от 1949 до 1976 година. Започва да се занимава с хореография още в 1958 година.
Милосавлева е балерина със забележителен сценичен чар и изразителен танцов темперамент. Като хореографка е сред най-плодовитите, чиито творби са най-много върху родното музикално-балетно творчество със съвременен и модерен характер. Сред по-известните ѝ роли като балерина са Циганката („Болеро“), Канделас („Любовта вълшебница“), Воденичарката („Тривърхата шапка“) и други. Като хореографка сред по-известните ѝ творби са „Лабин и Дойрана“, „Дубровничка легенда“, „Македонска повест“ и други.
Умира на 16 януари 1997 година в Скопие.
В 2007 година е отличена посмъртно с наградата „Менада“ за върховите си постижения в областта на танцовото изкуство.